# Masud Pezeškian
Masud Pezeškian (perzijsko مسعود پزشکیان), iranski politik in srčni kirurg; * 29. september 1954, Urmia.
Pezeškian je iranski srčni kirurg in reformistični politik, ki v iranskem parlamentu zastopa volilno okrožje Tabriz, Osku in Azarshahr, od leta 2016 do 2020 pa je bil tudi prvi namestnik predsednika parlamenta. Med letoma 2001 in 2005 je bil minister za zdravje in medicinsko izobraževanje v vladi Mohameda Khatamija.
Za predsednika Irana je Pezeškian neuspešno kandidiral dvakrat, in sicer v letih 2013 in 2021, uspešno pa je bil izvoljen na volitvah leta 2024.

## Mladost in izobraževanje
Pezeškian se je rodil v Mahabadu   29. septembra 1954 azerbajdžanskemu iranskemu očetu, ki je bil rojen v Qasr-e Shirinu , in iranski kurdski materi.   Leta 1973 je prejel diplomo in se preselil v Zabol na služenje vojaškega roka. V tem času se je začel zanimati za medicino . Po končanem službovanju se je vrnil v domačo provinco, kjer je vpisal medicinsko fakulteto in diplomiral iz splošne medicine . Med iransko-iraško vojno (1980–1988) je Pezeshkian pogosto obiskoval frontne črte, kjer je bil odgovoren za pošiljanje zdravstvenih ekip ter delal kot borec in zdravnik. Pezeshkian je leta 1985 končal tečaj splošnega zdravnika in začel poučevati fiziologijo na medicinski fakulteti
Po vojni je nadaljeval izobraževanje na specializaciji splošne kirurgije na Univerzi medicinskih znanosti v Tabrizu. Leta 1993 je prejel subspecializacijo iz srčne kirurgije na Iranski univerzi medicinskih znanosti. Kasneje je postal specialist za srčno kirurgijo in leta 1994 predsednik Univerze medicinskih znanosti v Tabrizu, kjer je bil pet let.

6. julija 2024 je bil Pezeškian v drugem krogu predsedniških volitev 5. julija 2024 izvoljen za novega iranskega predsednika. Prejel je 16,3 milijona glasov (53,7 odstotka), protikandidat Saeed Jalili pa 13,5 milijona (44,3 odstotka).[17] Uradno ga je za predsednika imenoval iranski vrhovni voditelj Ali Hamenej 28. julija 2024, pred itanskim parlamentom pa je prisegel dva dni kasneje.
Prva država, ki jo je Pezeškian obiskal kot predsednik, je bil Irak septembra 2024. Potovanje je potekalo sredi poslabšanja odnosov med Iranom in Združenimi državami Amerike, ki sta obe zaveznici Iraka, zaradi stopnjevanja vzajemnih napadov med ZDA in proiranske milice v časi vojne med Izraelom in Hamasom. V Erbilu se je srečal tudi z voditelji iraškega Kurdistana. Po eksplozijah pozivnikov, ki so jih nosili pripadniki Hezbolaha v Libanonu septembra 2024, ki so se zgodile sredi povečanih napetosti med Iranom in Izraelom, je Pezeškian izjavil, da je Iran pripravljen ublažiti sovražnost, če bo Izrael storil enako. Vendar je Iran izstrelil rakete proti Izraelu oktobra 2024 po atentatih na voditelje Hezbolaha, med drugim Hasana Nasralo. Pezeškian je izjavil, da so bili raketni napadi odgovor na agresijo Izraela in ga posvaril pred vpletanjem v spopad z Iranom.[38]

## Kariera
Pezeškianova politična pot se je začela, ko se je leta 1997 kot namestnik ministra za zdravje pridružil administraciji Mohameda Hatamija. Štiri leta kasneje je bil imenovan za ministra za zdravje. Od takrat je bil petkrat izvoljen v iranski parlament, zastopal je Tabriz, od leta 2016 do 2020 pa je bil prvi namestnik predsednika parlamenta.
Pezeškian je učitelj Korana in recitator Nahj al-balagha, ključnega besedila za šiitske muslimane. Je tudi član iransko-turškega društva prijateljstva.

### Kritike sistema
Pezešhkian je večkrat kritiziral iranski sistem. Med protesti po predsedniških volitvah leta 2009 je v govoru kritiziral način obravnavanja protestnikov. Omenil je besede prvega šiitskega imama Alija, naslovljene na Malika Aštarja, da »Ne ravnaj z ljudmi kot z divjimi živalmi«.
Pezeshkian meni, da je iranska metoda obvladovanja protestov leta 2018 "znanstveno in intelektualno napačna". Za vse dogodke je okrivil sistem v državi in dejal, da bi jih morali narediti bolje. Po protestih leta 2022 je zahteval ustanovitev skupine za oceno in razjasnitev incidenta. Čeprav je menil, da sta ravnanje s protestniki in njihovo sojenje v nasprotju z ustavo in je zahteval, da obtoženi dobijo odvetnike, je kasneje proteste obsodil in ocenil, da niso v interesu ljudi.

### Etnični pogled
Pezeshkian zahteva uveljavitev 15. člena iranske ustave za vse etnične skupine. To načelo pravi: "Uradni in splošni jezik in pisava prebivalcev Irana je perzijščina. Dokumenti, korespondenca, uradna besedila in učbeniki morajo biti v tem jeziku in pisavi, vendar je uporaba lokalnih in etničnih jezikov v tisku in množičnih medijih ter poučevanje njihove književnosti v šolah svobodna, skupaj s perzijskim jezikom."
Uresničevanje tega načela je označil za oviro za izgovore separatistov in disidentov. Pezeškian podpira tudi poučevanje azerbajdžanskega jezika v iranskih šolah.

## Osebno življenje
Pezeškianova žena je bila ginekologinja. Umrla je leta 1993 v prometni nesreči, prav tako eden od otrok. Preostala dva sinova in hčer je Masoud Pezeškian vzgajal sam in se nikoli ni ponovno poročil. Njegova hčerka Zahra Pezeškian je magistrirala iz kemije na tehnološki univerzi Sharif in preden je oblast prevzela  Rouhanijeva vlada delala v podjetju Jam Petrochemical.
Je navijač nogometnega kluba Tractor SC 

## Javna podoba
Viri menijo, da je njegova družina daleč od stranskega tira, sam pa ima jasne rezultate v gospodarskih zadevah. Vendar so ga njegovi politični nasprotniki, kot je Alireza Zakani, obtožili, da brani ljudi, vpletene v korupcijo.